# Taurus PT 940
Pistola Taurus 940 (comercializada como Taurus PT 940) é uma pistola semiautomática fabricada pela Taurus Armas, sendo uma arma de ação dupla e ação simples. Seu calibre é .40 S&W, com capacidade de 10+1 tiros, e 12+1 com prolongador de empunhadura "bumper", esse que foi integrado de fabrica em conjunto com o trilho picatinny nas pistolas mais modernas.
É considerada umas das melhores pistolas na categoria, devido à portabilidade,  confiabilidade, fácil manuseio, desmontagem em primeiro escalão (dispensa o uso de ferramentas para desmontagem). Seu tamanho pouco robusto e portátil facilita o porte velado pois esta é uma versão menor que a PT100.

## Decocking
A PT-940 possui o sistema conhecido como decocking, onde se permite desarmar o cão (colocá-lo em ação dupla a partir da ação simples), mesmo com munição presente na câmara. O sistema de disparo não é acionado, pois o cão não é completamente desarmado. Alguns atiradores afirmam que o sistema de decocking é suscetível a falhas e deve ser evitado. Para acionar o sistema de decocking da PT-940, basta acionar a trava de segurança para baixo, também tem cabo em borracha e acabamento oxidado ou inox.
- Foi adotada pelas Polícia Civil de vários Estado do Brasil, para porte pessoal e operacional dos seus agentes devido a confiabilidade e seu tamanho pouco Robusta facilitando o porte velado.

## Anatomia da pistola
- Ferrolho ou Slide
- Cão
- Retém do Ferrolho/Slide
- Registro de segurança (Trava do cão) e Desarmador do cão
- Mola recuperadora do Ferrolho/slide
- Pino guia da mola recuperadora do Ferrolho/slide
- Guarda-mato
- Gatilho
- Cabo ou empunhadura
- Carregador
- Retém do carregador
- Alavanca de desmontagem
- Cano
- Extrator
- Armação
- Alça de mira
- Massa de mira

## Utilizadores
- Polícia Civil do Rio de Janeiro
- Polícia Civil de Goiás
- Polícia Civil do Estado do Tocantins
- Polícia Civil do Estado do Maranhão
- Polícia Civil do Estado do Piauí
- Polícia Civil do Paraná
- Polícia Civil do Estado de São Paulo
- Polícia Civil do Estado de Minas Gerais
- Brigada militar
- atiradores desportistas